# Patrice Lauzon
Patrice Lauzon (Montreal, Quebec, 26 de novembro de 1975) é um treinador e ex-patinador artístico canadense, que competiu na dança no gelo. Com Marie-France Dubreuil ele conquistou duas medalhas de prata em campeonatos mundiais, uma medalha de ouro, duas de prata e uma de bronze no Campeonato dos Quatro Continentes e foi cinco vezes campeão do campeonato nacional canadense. Ele se casou com Dubreuil em agosto de 2008.

## Carreira como treinador
Dubreuil e Lauzon são treinadores no Gadbois Centre em Montreal com Romain Haguenauer. Seus atuais alunos incluem:
- Tessa Virtue / Scott Moir[5]
- Gabriella Papadakis / Guillaume Cizeron[6]
- Laurence Fournier Beaudry / Nikolaj Sørensen[7]
- Madison Hubbell / Zachary Donohue[8]
- Marie-Jade Lauriault / Romain Le Gac[9]
- Olivia Smart / Adrià Díaz[10]
- Celia Robledo / Luis Fenero[11]
- Lee Ho-jung / Richard Kang-in Kam[12]
- Carolane Soucisse / Shane Firus[13]
- Majorie Lajoie / Zachary Lagha[14]
- Rikako Fukase / Aru Tateno[15]

Antigos alunos:
- Sara Hurtado / Adrià Díaz[16]
- Alexandra Paul / Mitchell Islam[17]
- Élisabeth Paradis / François-Xavier Ouellette[18]

## Principais resultados

### Com Marie-France Dubreuil
| Resultados                                                                             | Resultados    | Resultados       | Resultados      | Resultados    | Resultados       | Resultados        | Resultados       | Resultados       | Resultados        | Resultados        | Resultados        | Resultados       | Resultados    |
| Internacional                                                                          | Internacional | Internacional    | Internacional   | Internacional | Internacional    | Internacional     | Internacional    | Internacional    | Internacional     | Internacional     | Internacional     | Internacional    | Internacional |
| Evento/Temporada                                                                       | 1995– 1996    | 1996– 1997       | 1997– 1998      | 1998– 1999    | 1999– 2000       | 2000– 2001        | 2001– 2002       | 2002– 2003       | 2003– 2004        | 2004– 2005        | 2005– 2006        | 2006– 2007       |               |
| -------------------------------------------------------------------------------------- | ------------- | ---------------- | --------------- | ------------- | ---------------- | ----------------- | ---------------- | ---------------- | ----------------- | ----------------- | ----------------- | ---------------- | ------------- |
| Jogos Olímpicos                                                                        |               |                  |                 |               |                  |                   | 12.º             |                  |                   |                   | WD                |                  |               |
| Campeonato Mundial                                                                     |               |                  |                 |               | 10.º             | 11.º              | 10.º             | 10.º             | 8.º               | 7.º               | Medalha de prata  | Medalha de prata |               |
| Campeonato dos Quatro Continentes                                                      |               |                  |                 |               | Medalha de prata | Medalha de bronze |                  | 4.º              | Medalha de prata  |                   |                   | Medalha de ouro  |               |
| GP Grand Prix Final                                                                    |               |                  |                 |               |                  | 6.º               | 6.º              | 6.º              | 6.º               | 5.º               | Medalha de bronze | Medalha de prata |               |
| GP Bofrost Cup on Ice                                                                  |               |                  |                 | 8.º           |                  |                   | Medalha de prata | 4.º              | Medalha de ouro   |                   |                   |                  |               |
| GP Cup of China                                                                        |               |                  |                 |               |                  |                   |                  |                  |                   | Medalha de bronze |                   |                  |               |
| GP Cup of Russia                                                                       |               |                  | 6.º             |               | 5.º              | 6.º               |                  |                  |                   |                   |                   |                  |               |
| GP NHK Trophy                                                                          |               |                  |                 |               |                  |                   | 4.º              |                  |                   |                   | Medalha de ouro   | Medalha de ouro  |               |
| GP Skate Canada International                                                          |               |                  |                 |               | 4.º              | Medalha de bronze |                  | Medalha de prata | Medalha de bronze | Medalha de prata  | Medalha de ouro   | Medalha de ouro  |               |
| GP Trophée Lalique                                                                     |               |                  |                 | 6.º           |                  |                   |                  |                  | Medalha de prata  |                   |                   |                  |               |
| Czech Skate                                                                            |               |                  | Medalha de ouro |               |                  |                   |                  |                  |                   |                   |                   |                  |               |
| Golden Spin of Zagreb                                                                  |               | Medalha de prata |                 |               |                  |                   |                  |                  |                   |                   |                   |                  |               |
| Karl Schäfer Memorial                                                                  |               | 6.º              |                 |               |                  |                   |                  |                  |                   |                   |                   |                  |               |
| Lysiane Lauret Challenge                                                               |               |                  | 11.º            |               |                  |                   |                  |                  |                   |                   |                   |                  |               |
| Nacional                                                                               |               |                  |                 |               |                  |                   |                  |                  |                   |                   |                   |                  |               |
| Campeonato Canadense                                                                   | 6.º           | 4.º              | 4.º             | 4.º           | Medalha de ouro  | Medalha de prata  | Medalha de prata | Medalha de prata | Medalha de ouro   | Medalha de ouro   | Medalha de ouro   | Medalha de ouro  |               |
|                                                                                        |               |                  |                 |               |                  |                   |                  |                  |                   |                   |                   |                  |               |
| Legenda: GP = Grand Prix; WD = Abandonou; Competição não foi disputada nesta temporada |               |                  |                 |               |                  |                   |                  |                  |                   |                   |                   |                  |               |

### Com Chantal Lefebvre
| Resultados                           | Resultados    | Resultados        | Resultados    | Resultados    | Resultados    | Resultados    | Resultados    | Resultados    | Resultados    | Resultados    | Resultados    | Resultados    | Resultados    |
| Internacional                        | Internacional | Internacional     | Internacional | Internacional | Internacional | Internacional | Internacional | Internacional | Internacional | Internacional | Internacional | Internacional | Internacional |
| Evento/Temporada                     | 1993– 1994    | 1994– 1995        |               |               |               |               |               |               |               |               |               |               |               |
| ------------------------------------ | ------------- | ----------------- | ------------- | ------------- | ------------- | ------------- | ------------- | ------------- | ------------- | ------------- | ------------- | ------------- | ------------- |
| Grand Prix International St. Gervais |               | Medalha de bronze |               |               |               |               |               |               |               |               |               |               |               |
| Nebelhorn Trophy                     |               | Medalha de bronze |               |               |               |               |               |               |               |               |               |               |               |
| Internacional – Júnior               |               |                   |               |               |               |               |               |               |               |               |               |               |               |
| Campeonato Mundial Júnior            | 4.º           |                   |               |               |               |               |               |               |               |               |               |               |               |
| Nacional                             |               |                   |               |               |               |               |               |               |               |               |               |               |               |
| Campeonato Canadense                 |               | 5.º               |               |               |               |               |               |               |               |               |               |               |               |
|                                      |               |                   |               |               |               |               |               |               |               |               |               |               |               |